# Bridget Jones
Pour les articles homonymes, voir Jones.
 (juin 2008).
Si vous disposez d'ouvrages ou d'articles de référence ou si vous connaissez des sites web de qualité traitant du thème abordé ici, merci de compléter l'article en donnant les références utiles à sa vérifiabilité et en les liant à la section « Notes et références ».
Bridget Jones est un personnage de fiction, créé par Helen Fielding. Elle apparaît en 1996  dans le roman Le Journal de Bridget Jones, puis dans ses suites, Bridget Jones : L'Âge de raison (1999), Bridget Jones : Folle de lui (2013) et Bridget Jones Baby : Le Journal (2016) qui est un préquel du troisième livre.
Au cinéma, le rôle de Bridget Jones est interprété par l'actrice américaine Renée Zellweger dans Le Journal de Bridget Jones (2001), Bridget Jones : L'Âge de raison (2004), Bridget Jones Baby (2016) et Bridget Jones : Folle de lui (2025).

## Biographie fictive
Bridget Rose Jones est une londonienne célibataire romantique et fragile, qui, lorsqu'elle atteint la trentaine, recherche l'homme idéal et tient un journal intime. Elle hésite en amour entre son patron Daniel Cleaver, bel homme plutôt coureur de jupons, et l’avocat spécialiste des droits de l'homme, Mark Darcy, qui a peur de s'engager. Elle fait, comme bon nombre de Londoniennes, une fixation sur Colin Firth, l'acteur qui a joué Darcy dans la mini-série Orgueil et Préjugés diffusée en 1995 par la BBC.
Bridget est une jeune femme gaffeuse et manquant d'estime d'elle-même, essayant désespérément d'arrêter l'alcool et le tabac, ainsi que de perdre ses kilos en trop. Son autre grand objectif est de se trouver un petit ami stable et équilibré pour vivre une belle histoire, bien qu'elle fréquente rarement des hommes correspondants à cette description. 
Sa famille est constituée d’une mère bien trop sûre d'elle qui semble toujours trouver de nouvelles aventures et projets, un père très terre-à-terre (qui doit cependant subir les sautes d'humeur de sa femme) et un frère, Jamie, un personnage secondaire (qui n’apparaît pas dans les films). Bridget rend souvent visite à ses parents et leurs amis, Geoffrey et Una Alconbury. À ces occasions, Bridget est souvent assaillie par la question récurrente  : Comment vont tes amours? et exposée aux excentricités des classes moyennes et supérieures de la société britannique, caractérisées par des réceptions « dinde au curry » et des barbecues sur le thème « Catins et Pasteurs ».
L'histoire est une libre adaptation d’Orgueil et Préjugés, et un hommage au roman le plus célèbre de Jane Austen. L'héroïne commence par éprouver de l'antipathie pour Mark Darcy, avocat international riche, élégant et fraîchement divorcé, qui de son côté n'en pense pas beaucoup de bien. Cela tourne à l'aversion quand son patron, séduisant jeune premier dont elle est amoureuse, et qui se rend compte que Mark Darcy risque de devenir un rival, lui fait croire qu'il est un homme froid et prétentieux qui a jadis trahi sa confiance et a commis à son égard un acte impardonnable. En réalité, c'est lui qui a commis un acte infâme à l'encontre de Darcy, comme la jeune héroïne finit par l'apprendre. Après un certain nombre de péripéties Darcy et elle finissent par se réconcilier, s'avouer leur amour et se mettre en ménage.
Helen Fielding a d'ailleurs écrit dans le Daily Telegraph du 20 novembre 1999 : « J'ai sans vergogne volé l'intrigue à Orgueil et Préjugés pour le premier roman. Je pensais que de très bonnes études de marché avaient confirmé son succès pendant plusieurs siècles et que Jane Austen ne m'en voudrait sûrement pas.  » (« I shamelessly stole the plot from Pride and Prejudice for the first book. I thought it had been very well market-researched over a number of centuries and she probably wouldn’t mind »).